# Bataille de Cornod (1637)
Guerre de Trente Ans
Batailles
La bataille de Cornod est une bataille majeure qui eut lieu le 13 mars 1637 à Cornod dans le Comté de Bourgogne durant l'épisode comtois de la guerre de Trente Ans. Elle oppose les troupes françaises du duc de Longueville aux troupes du Comté de Bourgogne de Gérard de Joux de Watteville, marquis de Conflans. Cette bataille marque un tournant dans la guerre et la déroute de l'armée comtoise, qui ne s'en relèvera pas durant ce conflit.

## Contexte
En 1637, la France et le Comté de Bourgogne sont en guerre. Louis XIII a investi le Comté, mais ses troupes, dirigées par le prince de Condé, ont échoué à prendre Dole en août 1636. Jusqu'en mars 1637, la guerre a plutôt été favorable aux Comtois, pourtant inférieurs en nombre. Le commandement de leurs troupes est assuré par le maréchal de camp Gérard de Joux de Watteville, marquis de Conflans, qui a comme stratégie d'effectuer de petites escarmouches plutôt que de grandes batailles, où il se sait en infériorité numérique. À partir de la mi-janvier 1637, il charge son fils, le comte Philippe-François de Bussolin, de lancer une série d'expéditions à travers la Bresse et le Bugey. De multiples villes et châteaux sont conquis et pillés comme Oyonnax, Martignat et Apremont. Watteville lance dans le même temps, une offensive similaire en Bresse. Malgré de nombreux succès, les offensives sont stoppées par le Parlement qui espère obtenir la neutralité face à la France.
Le projet d'attaquer le château de Cornod, enclave française dans le comté de Bourgogne, ne fait pas l'unanimité dans les rangs comtois. C'est en fait une initiative du comte de Bussolin qui a fait pression sur son père pour que celui-ci accepte. Le Parlement et certains officiers n'y sont pas favorables. Malgré tout, le 11 mars, les troupes comtoises quittent Lons-le-Saunier pour investir le château avec 1 500 hommes, 600 cavaliers et un canon. Mais le moral n'est pas au beau fixe dans les rangs de l'armée comtoise. En effet la troupe est lassée des dissensions permanentes entre le parlement et son chef.
Averti du mouvement ennemi, un détachement de l'armée de de Longueville, composé en grande partie de miliciens bressans commandés par le maréchal de camp Charles de Thianges, se met en marche pour soutenir la place de Cornod. De Longueville dirige les opérations depuis son quartier général de Chalon-sur-Saône. À Cessia, l'armée comtoise reçoit un renfort de 300 cavaliers et 250 hommes de troupe. Elle est maintenant composée de plus de 2 500 hommes.

## Ordre de bataille

### L'armée française
Le marquis de Thianges est secondé par le baron de Rebé. Son armée comporte une forte proportion de miliciens ; elle est composée de :
- cinq compagnies du régiment d’Enghien commandé par Claude de Briord[7] ;
- du régiment du Baron Philibert de Rebé ;
- neuf compagnies des milices de Bresse et du Bugey ;
- une compagnie de gendarmes commandée par le marquis de Thianges ;
- cinq compagnies de chevaux-légers commandées par les capitaines de Montjouvent, de Chastelux, de Livry, de Langes et Commarin ;
- une compagnie de carabins commandée par le capitaine de Courlon ;
- trente gentilshommes volontaires de Bresse commandés par le capitaine de Bouligneux.

### L'armée comtoise

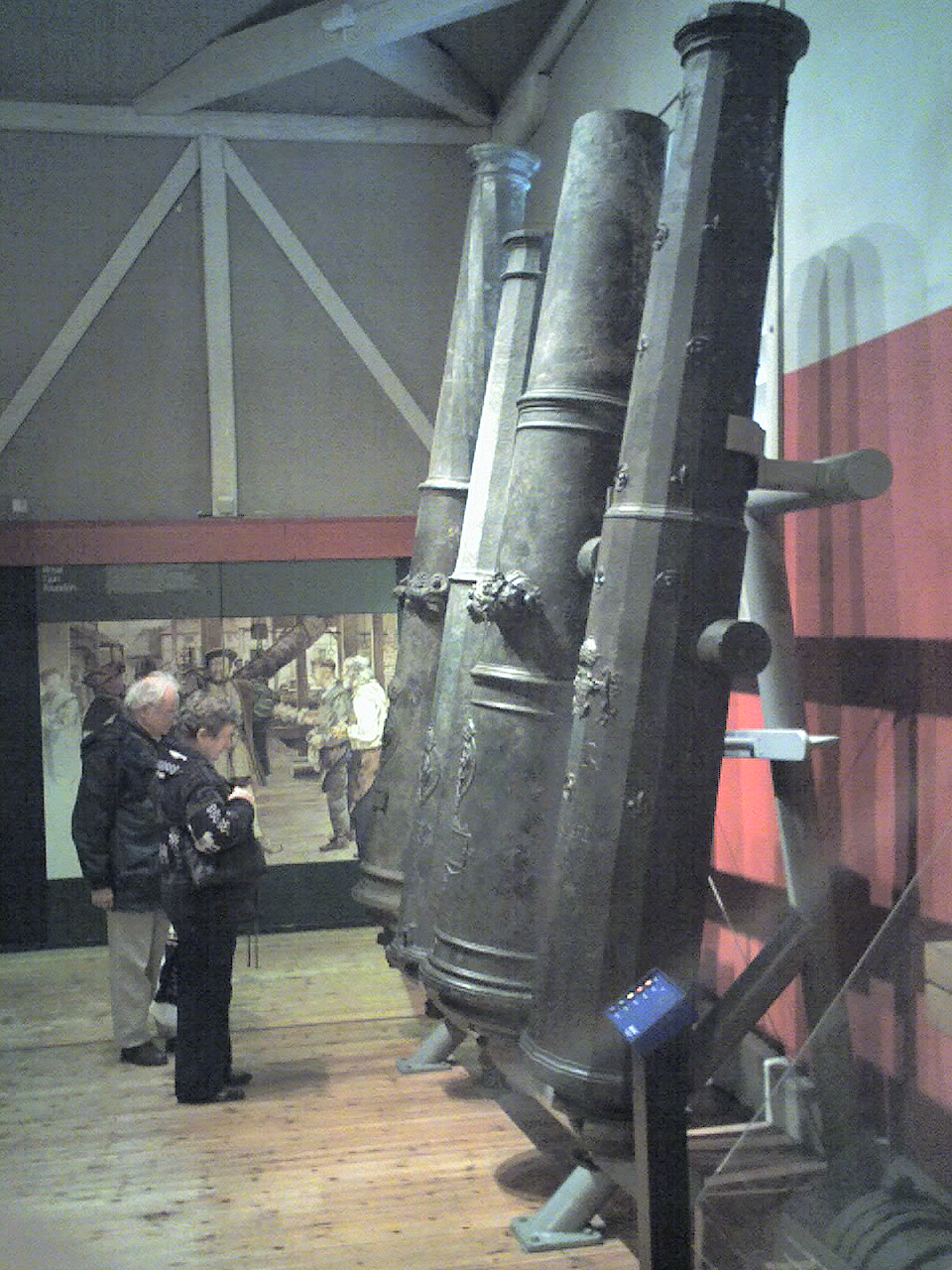
Demi-canons exposés au musée maritime de Portsmouth (Angleterre).

De Watteville nomme son fils chef de l'infanterie et le baron de Boutavant chef de la cavalerie. Les deux hommes ne s'entendent pas et leurs querelles ont probablement une part non négligeable dans la défaite. Le matin du siège, ils se provoquent en duel. Leur armée comprend :
- le régiment de Philippe-François de Bussolin ;
- le régiment d'Henry de Champagne ;
- le régiment de Vincent Jacquinot de Goux ;
- 600 cavaliers commandés par le baron de Boutavant.
- un demi canon.

Sont établis plus au nord, hors du champ de bataille :   
- le régiment de Christophe de Raincourt (500 hommes) ;
- la cavalerie du baron Louis de Saint-Germain (300 hommes).

## La bataille

### Arrivée des Comtois et début du siège
Le 12 mars au soir, l'armée de de Watteville arrive à Cornod. Ce dernier charge son fils d'organiser la reconnaissance des environs et de disposer des troupes en avant. De Bussolin transmet les ordres à de Boutavant, le chef de la cavalerie, qui répond de façon insolente et ne les exécute que partiellement. En effet, les éclaireurs ne pousseront pas très loin l'exploration, car il n'y aura pas d’accrochage avec de Thianges, qui est pourtant déjà très près. Le lendemain matin, le mestre de camp, Henry de Champagne est chargé d'investir le château de Cornod. Officier compétent et courageux, originaire de Champagne sur Loue, ce dernier s'est déjà illustré plusieurs fois lors de la campagne de Bugey et notamment au siège du château d'Arbent.
Après le refus des assiégés à la sommation de se rendre, il fait creuser des tranchées pour vider les douves et érige des barricades dans le village. Le régiment de Bussolin se place à l'est entre Cornod et le pont de la Valouse dont il a la surveillance et qu'il fait défendre par deux compagnies d'infanterie. Le régiment de de Goux placé au centre, est laissé légèrement en retrait dans le nord du village. Ceux de de Raincourt et de de Saint-Germain sont dans les collines beaucoup plus au nord sur la route d'Arinthod. On ignore s'ils y sont placés en réserve ou s'ils sont simplement en retard. Les Français, quant à eux, sont tout près, à environ un kilomètre au sud, cachés par la colline du château de Vaugrigneuse, autre place forte aux mains de français, jouxtant le bourg de Cornod. La matinée se déroule selon les plans comtois ou presque : de Bussolin a provoqué de Boutavant en duel à cheval. Leurs officiers subalternes sont obligés de les séparer pour éviter la mort de l'un d'eux. Boutavant, commandant capable, qui s'est pourtant brillamment illustré lors de la campagne de Bresse, va conserver un comportement assez obscur sur l'ensemble de la bataille.

### Les combats

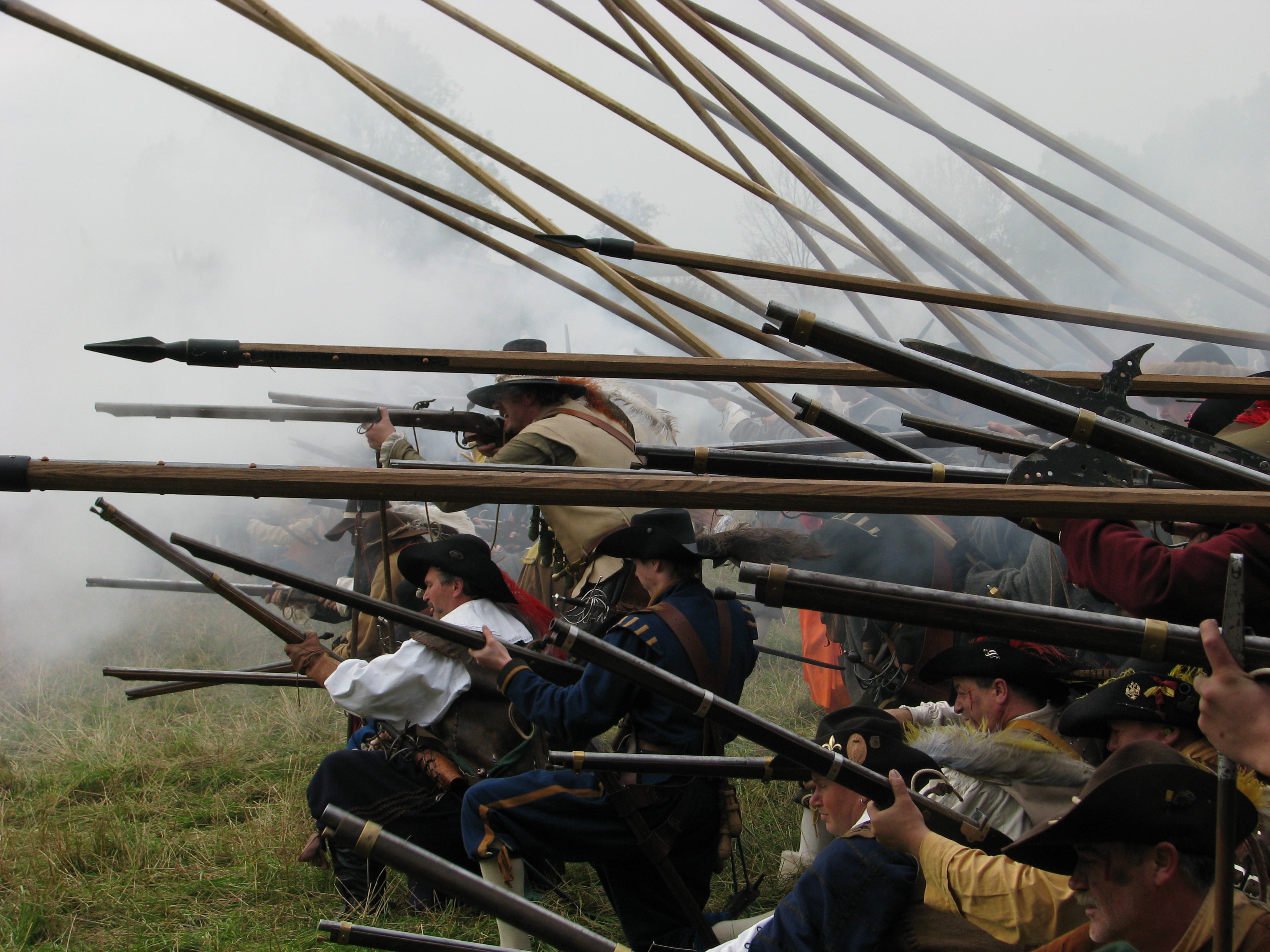
Fantassins de la Guerre de Trente ans

Vers 15 heures, une double attaque française est lancée : sur les positions d'Henri de Champagne dans Cornod par le centre et le château de Vaugrigneuse. Mais également et simultanément sur le pont de la Valouse à l'ouest tenu par Bussolin : les Comtois sont complètement pris au dépourvu. Les Français s'emparent alors du pont de la Valouse en y délogeant les deux compagnies comtoises qui le gardaient. Henri de Champagne quant a lui, résiste dans Cornod et repousse ces premières attaques. Le marquis de Thianges peut alors lancer une vaste charge de cavalerie sur l'ouest des positions comtoises. En réaction, le baron de Boutavant ordonne la charge générale de toute la cavalerie comtoise rassemblée au complet, et contre-attaque la cavalerie française, qui est arrêtée, puis bat en retraite vers ses lignes. Pendant ce temps, les régiments de de Goux et de Bussolin se mettent en position en toute hâte. Mais, la charge comtoise panique quand elle se retrouve subitement au contact de l'aile gauche française et est submergée par elle. De plus, les cavaliers français vont interrompre leur retraite et contre-attaquer. À l'exception de deux compagnies, toute la cavalerie comtoise bat en retraite dans le désordre et la panique et paradoxalement sans qu'il n'y ait eu vraiment de pertes. Le flanc droit comtois est maintenant exposé.
Cette retraite inattendue va saper le moral de l’armée comtoise, qui est composée en grand nombre de nouvelles recrues, pas encore aguerries. Elles ne sont pas prêtes quand l'infanterie française, à présent à portée de mousquet, ouvre le feu. Juste après, un farouche combat au corps à corps commence. Si le régiment d'Henri de Champagne tient toujours bon, les deux autres, désorganisés par la rapidité des mouvements et la brutalité des attaques, cèdent progressivement à la panique. Malgré les efforts de de Watteville, qui harangue ses troupes, et de ses chefs, dont son fils, descendu de cheval, qui se bat au milieu de ses hommes avec une pique, l'armée comtoise s’effondre au contact de l'infanterie française. De plus, le baron de Rebé lance son attaque à l'est : les comtois sont maintenant attaqués sur trois côtés.

### L’effondrement de l'armée comtoise
Les corps de plusieurs centaines d'hommes d'infanterie jonchent le champ de bataille et un grand nombre de blessés sera emmené au monastère de Saint-Amour. Quatre-vingt hommes sont capturés alors qu'ils tentent de battre en retraite, dont Henri de Champagne et le baron de Reculot, un des rares chefs de la cavalerie comtoise qui n'a pas battu en retraite. De Watteville s'échappera de justesse. Les régiments de de Bussolin et de Champagne sont entièrement anéantis. Des officiers comtois capturés seront exécutes sur le champ de bataille et de nombreux blessés auraient été délibérément achevés.
Les restes de l'armée comtoise refluent dans le plus grand désordre vers l’intérieur du pays en direction d'Arinthod. Pour s'assurer une victoire totale, le baron de Rebé lance une attaque de cavalerie sur les fuyards comtois. Mais les colonels de Raincourt et de Saint-Germain, stationnés au nord sur les hauteurs, parviennent non seulement à arrêter l'offensive de Rebé, mais le font également battre en retraite, permettant ainsi de sauver nombre d'unités en déroute. Les comtois pourront battre en retraite sans être poursuivis. De Boutavant, qui ne reviendra pas sur le champ de bataille, sera soupçonné de trahison et d'entente avec l'ennemi,.

## Analyse de la bataille
Il a souvent été écrit que l'armée comtoise avait été battue par une armée deux fois moins nombreuse. Mais ce rapport de force est à relativiser puisque 800 hommes sur 2 600 ne sont pas sur le champ de bataille et sur les 1 800 hommes restants, presque un tiers n'est pas déployé et donc prêt au combat.
Plusieurs éléments ont été déterminants quant à l'issue de la bataille.

### Côté comtois
- Le manque de coordinations des régiments :
  - celui de Bussolin non entièrement déployé,
  - celui de Goux non déployé,
  - ceux de Raincourt et Saint-Germain trop loin pour intervenir ;
- L'attitude insubordonnée et ambiguë de Boutavant sur l'ensemble de la bataille. En découle :
  - une reconnaissance bâclée qui est probablement l'élément le plus important[16],
  - une méconnaissance totale de la position des Français et de l'imminence de leur attaque,
  - une profonde mésentente entre de Bussolin et de Boutavant, le duel ayant certainement eu un effet psychologique négatif sur les troupes comtoises,
  - la charge désastreuse de la cavalerie comtoise, qui provoque presque sa perte totale,
  - sa désertion au soir de la bataille ;
- Des recrues trop jeunes, pas assez aguerries ;
- Un moral des troupes assez bas due aux dissensions politiques avec le sentiment qu'ils ne sentent pas soutenu ;
- Une offensive non soutenue par le Parlement comtois, qui refuse des renforts en cavalerie et artillerie qui auraient pu faire la différence.

### Côté français
- Une bonne connaissance des positions comtoises ;
- Une parfaite coordination des attaques ;
- Des troupes motivées de prendre leur revanche sur les Comtois qui ont détruit leurs villages de Bresse et de Bugey ;
- Un service de renseignement efficace qui permit de connaître le déplacement comtois d'heure en heure[10].

### De nombreuses zones d'ombre
Il existe de nombreux points obscures dans cette bataille dont la vérité n'est toujours pas connue.
- On ne connait pas le nombre des pertes dans le camp français. le chiffre fantaisiste de 15 morts et 25 blessés donné dans la gazette de France n'est absolument pas crédible puisque les chiffres donnés des pertes comtoises ont presque été doublés par rapport à la réalité[6]. Dans la lettre d'Antoine Brun (qui accompagnait l'armée) au parlement de Dole, il y fait mention de lourdes pertes coté français, dont de nombreux gentilshommes[14].
- On ignore si Raincourt et Saint-Germain étaient en retard ou placés volontairement en retrait de la bataille. Leur rôle exact dans l'organisation de la bataille reste un mystère[15].
- On ne sait pas si Boutavant a vraiment trahi son camp ; si de nombreux éléments aujourd'hui portent à le croire, ses contemporains étaient beaucoup plus partagés; L’intéressé s'en défendit dès le lendemain, par une lettre au Parlement de Dole[14].
- La fameuse charge comtoise si déterminante quant au sort de la bataille, est selon les sources, relatée de façon assez différente voir contradictoire. On ne sait donc pas avec précision ce qu'il s'est passé si ce n'est que cette charge, fut fort mal menée et non préparée[15].
- Le rôle stratégique du pont sur la Valouse est aussi mal connu : on ne sait aujourd'hui si sa capture et sa maîtrise furent déterminants pour la bataille ni s'il fut vraiment ou non disputé.

## Les conséquences
À partir de cette bataille, il n'y aura plus véritablement d'armée comtoise digne de ce nom. À l'été, elle sera intégrée à l'armée de Lorraine. Les forces comtoises seront à l'avenir plutôt composées de groupes armés plus modestes et éparpillés, obéissant à des capitaines, comme le célèbre Lacuzon.
Le Parlement rend de Watteville immédiatement responsable de la défaite, tandis que celui-ci l'accuse de ne pas avoir suffisamment soutenu son initiative. Amer, de Watteville répondra au parlement par une note écrite au soir de la bataille à Orgelet : "(...)Vous m'avez refusé des renforts, si vous me les aviez envoyés, la Bresse serait à nous et nous n'aurions pas été battus". De Watteville réussira cependant, dans les jours suivants, à rassembler les débris de son armée pour porter secours à la ville de Saint-Amour. Malgré des combats farouches et l'arrivée de renforts lorrains, il en sera empêché à la bataille de Sainte-Agnès les 1er et 2 avril. Le 20 mars, le marquis de Conflans perd le commandement de l'armée comtoise au profit du marquis de Saint-Martin,.
L'écrivaine franc-comtoise Bernadette Maréchal considère que la défaite de Cornod à paradoxalement sauvé le secteur de Saint-Claude qui ne fut pas inquiété cette année-là par les Français. En effet l'armée de Thianges fut trop affaiblie pour poursuivre l'armée comtoise et menacer le sud du Jura. Ce qui tendrait à prouver que les pertes françaises ont été plus sérieuses qu'annoncées.
Côté français, les troupes mettent la main sur le canon et plusieurs chariots de vivres et de munitions. Elles progressent et reprennent la main dans le comté de Bourgogne. Elles entreprennent le siège de Saint-Amour le 29 mars, puis de Moirans peu après. Excepté quelques séries de raids les années suivantes, les Comtois n'auront plus l’initiative des combats, au profit des Français, qui rythmeront, avec les Suédois, la suite de la guerre de Dix Ans.